# Seaton (Rutland)
Seaton è un villaggio e parrocchia civile dell'Inghilterra, appartenente alla contea del Rutland.